# Niño (canción)
«Niño» es el cuarto sencillo del álbum Dulce Beat, del grupo mexicano de pop electrónico, Belanova. Fue lanzado a las radios mexicanas en marzo de 2006 junto con la canción "Soñar"`para evaluar la popularidad de ambas y determinar un cuarto sencillo, resultando la canción "Niño" con mayor aceptación.
"Niño" entró al conteo de sencillos mexicano en la posición número 99. La canción fue utilizada también en una comercial de Pizza Hut en México.[cita requerida]

## Video musical
El vídeo musical fue extraído del DVD Dulce Beat Live, lanzado por la banda, y es una interpretación de la canción desde la Expo Foro en Guadalajara. Fue dirigido por José Márquez y estrenado el 6 de noviembre en Ritmoson Latino. Entró también en los conteos de Top 20 en MTV Latinoamérica logrando la posición número 10.[cita requerida]

## Posicionamiento
| Lista (2007)                           | Posición más alta                           |
| Mexican Top 100                        | 1 (2 semanas) 2 (7 semanas no consecutivas) |
| -------------------------------------- | ------------------------------------------- |
| Lo Mejor Del 2007 (Los 40 Principales) | 23[cita requerida]                          |

- Datos: Q12196822